# Liga Federal Femenina de Básquetbol 2023
La Liga Federal Femenina de Básquetbol de 2023 (anteriormente Torneo Federal Femenino) fue la novena edición del torneo nacional de clubes de básquet femenino de Argentina, organizado por la CABB. Tras varias dilaciones, el torneo se disputó entre agosto y octubre de 2023.

## Fechas y modo de disputa
Si bien en un primer momento la CAB indicó que el comienzo del certamen sería en mayo de 2023, ante la baja cantidad de equipos inscriptos en la primera apertura de inscripciones, la Confederación decidió considerar los torneos de primera división de cada una de las federaciones, regiones o asociaciones de juego interesadas en participar como la fase inicial del certamen, por lo que contabilizó 134 equipos inscriptos. En mayo la CABB anunció el comienzo del torneo para agosto con la participación de 20 asociaciones o federaciones divididas en 7 conferencias geográficas, pero tras una espera infructuosa de más participantes el 2 de agosto comunicó que la "fase final" del certamen contaría con 21 equipos divididos en 5 conferencias, para días después reducir los equipos a 17 y las conferencias a cuatro más una compuesta de un solo equipo.
Los dos mejores clubes de cada Conferencia accedieron a la siguiente fase siguiendo el siguiente cuadro: los dos primeros de las regiones Sur y Centro Sur formaron un nuevo grupo de cuatro equipos, mientras que los dos primeros de las Conferencias Litoral, Noa y Oeste se distribuyeron en dos grupos de tres equipos cada uno. Los dos primeros del cuadrangular, sumados a los ganadores de los triangulares formaron un "Final 4" de donde salió el ganador definitivo del torneo. Dado que la conferencia NOA está conformada únicamente por el Club Gorriti de Jujuy, este tuvo asegurada su participación en la siguiente etapa.

## Reglamentación
Según lo estipulado por la CAB, los equipos pudieron contar con hasta 8 jugadoras mayores en el plantel de cada partido, con un mínimo de 3. Las listas de buena fe, por su parte, podrían ser integradas por un máximo de 10 jugadoras mayores, donde dos de ellas deberán tener un mínimo de 3 años jugando en la institución. El resto de las jugadoras deberían ser menores de 20 años (categoría 2003).
Para aquellos equipos que hubiesen participado en la última temporada de la Liga Femenina, su plantel para cada partido debió estar conformado por hasta 3 jugadoras mayores y con una lista de buena fe de un máximo de 6, en ambos casos respetando el requisito de 3 años de antigüedad en la institución. El resto del plantel pudo ser completado con jugadoras menores de 21 años (categoría 2002 o superior).

## Equipos participantes
| Club                                    | Localidad              | Provincia    | Región     |
| --------------------------------------- | ---------------------- | ------------ | ---------- |
| Federación Deportiva YPF                | Comodoro Rivadavia     | Chubut       | Sur        |
| Ferrocarril Patagónico de Puerto Madryn | Puerto Madryn          | Chubut       | Sur        |
| Caza y Pesca El Biguá                   | Neuquén                | Neuquén      | Sur        |
| Independiente de Neuquén                | Neuquén                | Neuquén      | Sur        |
| Peñarol                                 | Mar del Plata          | Buenos Aires | Centro Sur |
| Club Atlético All Boys                  | Santa Rosa             | La Pampa     | Centro Sur |
| Deportivo Reconquista                   | La Plata               | Buenos Aires | Centro Sur |
| Zaninetti                               | Concepción del Uruguay | Entre Ríos   | Litoral    |
| San Lorenzo de Tostado                  | Tostado                | Santa Fe     | Litoral    |
| Talleres                                | Paraná                 | Entre Ríos   | Litoral    |
| Regatas San Nicolás                     | San Nicolás            | Buenos Aires | Litoral    |
| Temperley                               | Rosario                | Santa Fe     | Litoral    |
| Club Deportivo Chañares                 | James Craik            | Córdoba      | Oeste      |
| Club Gorriones                          | Río Cuarto             | Córdoba      | Oeste      |
| Club Universitario                      | Córdoba                | Córdoba      | Oeste      |
| Unión Deportiva de San José             | San José               | Mendoza      | Oeste      |
| Club Atlético Gorriti                   | San Salvador de Jujuy  | Jujuy        | NEA        |

## Primera fase

### Zona sur
| Equipo                                  | Pts | PJ | PG | PP |
| --------------------------------------- | --- | -- | -- | -- |
| Ferrocarril Patagónico de Puerto Madryn | 12  | 6  | 6  | 0  |
| Independiente de Neuquén                | 10  | 6  | 4  | 2  |
| Federación Deportiva YPF                | 8   | 6  | 2  | 4  |
| Caza y Pesca El Biguá                   | 6   | 6  | 0  | 6  |

|  | Avanza de fase. |

| 19 de agosto | Club de Pesca y Náutica El Biguá | 44–48           | Ferrocarril Patagónico |  |  |
|              |                                  |                 |                        |  |  |
|              | Estadísticas                     | Reporte Pts Reb | Estadísticas           |  |  |

| 19 de agosto | Independiente de Neuquén             | 55–48           | Federación Deportiva YPF        |  |  |
|              | Parciales: 16-12, 13-15, 11-16, 15-5 |                 |                                 |  |  |
|              | Estadísticas Julieta Tell 13         | Reporte Pts Reb | Estadísticas María Giovanoli 13 |  |  |

| 20 de agosto 20:00 | Club de Pesca y Náutica El Biguá | 50–52           | Federación Deportiva YPF |  |  |
|                    |                                  |                 |                          |  |  |
|                    | Estadísticas                     | Reporte Pts Reb | Estadísticas             |  |  |

| 20 de agosto 21:00 | Independiente de Neuquén | 46–56           | Ferrocarril Patagónico |  |  |
|                    |                          |                 |                        |  |  |
|                    | Estadísticas             | Reporte Pts Reb | Estadísticas           |  |  |

| 25 de agosto 21:00 | Federación Deportiva YPF           | 41–57           | Ferrocarril Patagónico                        |  |  |
|                    |                                    |                 |                                               |  |  |
|                    | Estadísticas Catalina Giovanoli 11 | Reporte Pts Reb | Estadísticas Debora Coli 14 Aldana Piñeiro 14 |  |  |

| 26 de agosto 21:00 | Independiente de Neuquén | 70–50           | El Biguá     |  |  |
|                    |                          |                 |              |  |  |
|                    | Estadísticas             | Reporte Pts Reb | Estadísticas |  |  |

| 27 de agosto 19:00 | Ferrocarril Patagónico       | 69–60           | Federación Deportiva YPF        |  |  |
|                    |                              |                 |                                 |  |  |
|                    | Estadísticas Lucía Juárez 18 | Reporte Pts Reb | Estadísticas Paula Reggiardo 15 |  |  |

| 28 de agosto 21:30 | El Biguá     | 49–63           | Independiente de Neuquén |  |  |
|                    |              |                 |                          |  |  |
|                    | Estadísticas | Reporte Pts Reb | Estadísticas             |  |  |

| 1 de septiembre 21:00 | Ferrocarril Patagónico | 68–55           | El Biguá     |  |  |
|                       |                        |                 |              |  |  |
|                       | Estadísticas           | Reporte Pts Reb | Estadísticas |  |  |

| 2 de septiembre 20:00 | Federación Deportiva YPF | 59–84           | Independiente de Neuquén |  |  |
|                       |                          |                 |                          |  |  |
|                       | Estadísticas             | Reporte Pts Reb | Estadísticas             |  |  |

| 3 de septiembre 19:00 | Federación Deportiva YPF | 68–50           | El Biguá     |  |  |
|                       |                          |                 |              |  |  |
|                       | Estadísticas             | Reporte Pts Reb | Estadísticas |  |  |

| 3 de septiembre 21:00 | Ferrocarril Patagónico | 76–54           | Independiente de Neuquén |  |  |
|                       |                        |                 |                          |  |  |
|                       | Estadísticas           | Reporte Pts Reb | Estadísticas             |  |  |

### Zona centro sur
| Equipo                            | Pts | PJ | PG | PP |
| --------------------------------- | --- | -- | -- | -- |
| Peñarol MDP                       | 8   | 4  | 4  | 0  |
| Deportivo Reconquista (La Plata)  | 6   | 4  | 2  | 2  |
| Club Atlético All Boys (La Pampa) | 4   | 4  | 0  | 4  |

|  | Avanza de fase. |

| 19 de agosto | Club Atlético All Boys | 48–89           | Peñarol (MDP)                                                       |  |  |
|              |                        |                 |                                                                     |  |  |
|              | Estadísticas           | Reporte Pts Reb | Estadísticas Micaela Sancisi 24 Micaela Sancisi 5 Micaela Sancisi 9 |  |  |

| 20 de agosto 20:00 | Club Atlético All Boys | 66–73           | Reconquista (La Plata) |  |  |
|                    |                        |                 |                        |  |  |
|                    | Estadísticas           | Reporte Pts Reb | Estadísticas           |  |  |

| 27 de agosto 20.00 | Peñarol (MDP)                                                         | 81–66                | Reconquista (LP)                                                     |  |  |
|                    |                                                                       |                      |                                                                      |  |  |
|                    | Estadísticas Micaela Sancisi 24 Micaela Sancisi 10 Micaela Sancisi 12 | Reporte Pts Reb Asts | Estadísticas Ámbar Ibarborde 23 Milagros Birge 22 Ámbar Ibarborde 13 |  |  |

| 2 de septiembre 20:00 | Peñarol (MDP) | 102–42  | All Boys     |  |  |
|                       |               |         |              |  |  |
|                       | Estadísticas  | Pts Reb | Estadísticas |  |  |

| 3 de septiembre 19:00 | Reconquista (LP) | 51–42   | All Boys     |  |  |
|                       |                  |         |              |  |  |
|                       | Estadísticas     | Pts Reb | Estadísticas |  |  |

| 10 de septiembre 20.00 | Reconquista La Plata | 63–71           | Peñarol (MDP) | La Plata |  |
|                        |                      |                 |               |          |  |
|                        | Estadísticas         | Reporte Pts Reb | Estadísticas  |          |  |

### Zona litoral
| Equipo                 | Pts | PJ | PG | PP |
| ---------------------- | --- | -- | -- | -- |
| Regatas San Nicolás    | 15  | 8  | 7  | 1  |
| San Lorenzo de Tostado | 14  | 8  | 6  | 2  |
| Temperley (Rosario)    | 11  | 8  | 3  | 5  |
| Talleres (Paraná)      | 10  | 8  | 2  | 6  |
| Zaninetti              | 10  | 8  | 2  | 6  |

|  | Avanza de fase. |

| 19 de agosto | Talleres de Paraná | 57–53           | Temperley de Rosario |  |  |
|              |                    |                 |                      |  |  |
|              | Estadísticas       | Reporte Pts Reb | Estadísticas         |  |  |

| 19 de agosto | Presbítero Zaninetti | 54–87           | Regatas San Nicolás |  |  |
|              |                      |                 |                     |  |  |
|              | Estadísticas         | Reporte Pts Reb | Estadísticas        |  |  |

| 20 de agosto 19:30 | Presbítero Zaninetti | 44–62           | Temperley de Rosario |  |  |
|                    |                      |                 |                      |  |  |
|                    | Estadísticas         | Reporte Pts Reb | Estadísticas         |  |  |

| 20 de agosto 21:00 | Talleres de Paraná | 65–73           | Regatas San Nicolás |  |  |
|                    |                    |                 |                     |  |  |
|                    | Estadísticas       | Reporte Pts Reb | Estadísticas        |  |  |

| 25 de agosto 21.00 | Presbítero Zaninetti | 53–47           | Talleres de Paraná |  |  |
|                    |                      |                 |                    |  |  |
|                    | Estadísticas         | Reporte Pts Reb | Estadísticas       |  |  |

| 26 de agosto 21.30 | Temperley    | 81–45           | San Lorenzo de Tostado |  |  |
|                    |              |                 |                        |  |  |
|                    | Estadísticas | Reporte Pts Reb | Estadísticas           |  |  |

| 27 de agosto 21.00 | Talleres de Paraná | 54–69           | Presbítero Zaninetti |  |  |
|                    |                    |                 |                      |  |  |
|                    | Estadísticas       | Reporte Pts Reb | Estadísticas         |  |  |

| 27 de agosto 21.00 | Regatas San Nicolás                                                               | 70–64           | San Lorenzo de Tostado         |  |  |
|                    |                                                                                   |                 |                                |  |  |
|                    | Estadísticas Celeste Alfaro, Andrea Rébola, Romina Moreira y Guadalupe Almozni 14 | Reporte Pts Reb | Estadísticas Lara Lizarraga 27 |  |  |

| 1 de septiembre 21:00 | Regatas San Nicolás | 79–52           | Temperley de Rosario |  |  |
|                       |                     |                 |                      |  |  |
|                       | Estadísticas        | Reporte Pts Reb | Estadísticas         |  |  |

| 2 de septiembre 21:00 | San Lorenzo de Tostado | 78–51           | Talleres de Paraná |  |  |
|                       |                        |                 |                    |  |  |
|                       | Estadísticas           | Reporte Pts Reb | Estadísticas       |  |  |

| 2 de septiembre 21:30 | Temperley de Rosario | 57–71           | Regatas San Nicolás |  |  |
|                       |                      |                 |                     |  |  |
|                       | Estadísticas         | Reporte Pts Reb | Estadísticas        |  |  |

| 3 de septiembre 21:00 | San Lorenzo de Tostado | 71–43           | Presbítero Zaninetti |  |  |
|                       |                        |                 |                      |  |  |
|                       | Estadísticas           | Reporte Pts Reb | Estadísticas         |  |  |

| 6 de septiembre 21.00 | Presbítero Zaninetti | 53–52           | San Lorenzo de Tostado |  |  |
|                       |                      |                 |                        |  |  |
|                       | Estadísticas         | Reporte Pts Reb | Estadísticas           |  |  |

| 9 de septiembre 21.00 | Regatas San Nicolás | 67–51           | Presbítero Zaninetti |  |  |
|                       |                     |                 |                      |  |  |
|                       | Estadísticas        | Reporte Pts Reb | Estadísticas         |  |  |

| 9 de septiembre 21.30hs | Temperley de Rosario | 72–56           | Talleres de Paraná |  |  |
|                         |                      |                 |                    |  |  |
|                         | Estadísticas         | Reporte Pts Reb | Estadísticas       |  |  |

| 10 de septiembre 19.00 | Regatas San Nicolás | 79–57           | Talleres de Paraná |  |  |
|                        |                     |                 |                    |  |  |
|                        | Estadísticas        | Reporte Pts Reb | Estadísticas       |  |  |

| 10 de septiembre 19.00 | Temperley de Rosario | 57–55           | Presbítero Zaninetti |  |  |
|                        |                      |                 |                      |  |  |
|                        | Estadísticas         | Reporte Pts Reb | Estadísticas         |  |  |

| 13 de septiembre 21.00 | San Lorenzo de Tostado | 66–51           | Regatas San Nicolás |  |  |
|                        |                        |                 |                     |  |  |
|                        | Estadísticas           | Reporte Pts Reb | Estadísticas        |  |  |

| 16 de septiembre | San Lorenzo de Tostado                               | 70–45           | Temperley (Rosario)                                     |  |  |
|                  |                                                      |                 |                                                         |  |  |
|                  | Estadísticas Dafne Burguener 23 Guadalupe Goetschi 9 | Reporte Pts Reb | Estadísticas Martina Carbajales 11 Martina Carbajales 8 |  |  |

### Zona oeste
| Equipo                       | Pts | PJ | PG | PP |
| ---------------------------- | --- | -- | -- | -- |
| Unión Deportiva de San José  | 12  | 6  | 6  | 0  |
| Club Gorriones               | 9   | 6  | 3  | 3  |
| Club Deportivo Chañares      | 8   | 6  | 2  | 4  |
| Club Universitario (Córdoba) | 6   | 6  | 1  | 5  |

|  | Avanza de fase. |

| 19 de agosto | Club Gorriones | 50–63           | Unión Deportiva de San José                                |  |  |
|              |                |                 |                                                            |  |  |
|              | Estadísticas   | Reporte Pts Reb | Estadísticas María Belén Tombesi 15 María Belén Tombesi 16 |  |  |

| 20 de agosto 16:00 | Club Atlético Universitario | 24–65           | Unión Deportiva de San José |  |  |
|                    |                             |                 |                             |  |  |
|                    | Estadísticas                | Reporte Pts Reb | Estadísticas                |  |  |

| 20 de agosto 19:00 | Club Deportivo Chañares | 49–58           | Club Gorriones |  |  |
|                    |                         |                 |                |  |  |
|                    | Estadísticas            | Reporte Pts Reb | Estadísticas   |  |  |

| 21 de agosto 16:00 | Universitario de Córdoba                      | 53–64           | Deportivo Chañares               |  |  |
|                    |                                               |                 |                                  |  |  |
|                    | Estadísticas Bianca Govoni 18 Bianca Govoni 7 | Reporte Pts Reb | Estadísticas Ailén Van Opstal 12 |  |  |

| 24 de agosto 20.00 | Deportivo Chañares | 38–26           | Universitario de Córdoba |  |  |
|                    |                    |                 |                          |  |  |
|                    | Estadísticas       | Reporte Pts Reb | Estadísticas             |  |  |

| 26 de agosto 20.00 | Unión Deportiva de San José | 85–43           | Gorriones    |  |  |
|                    |                             |                 |              |  |  |
|                    | Estadísticas                | Reporte Pts Reb | Estadísticas |  |  |

| 27 de agosto 18.00 | Unión Deportiva San José | 66–50           | Deportivo Chañares |  |  |
|                    |                          |                 |                    |  |  |
|                    | Estadísticas             | Reporte Pts Reb | Estadísticas       |  |  |

| 2 de septiembre 18:00 | Gorriones    | 65–49           | Universitario de Córdoba |  |  |
|                       |              |                 |                          |  |  |
|                       | Estadísticas | Reporte Pts Reb | Estadísticas             |  |  |

| 2 de septiembre 20:00 | Deportivo Chañares | 45–54           | Unión Deportiva de San José |  |  |
|                       |                    |                 |                             |  |  |
|                       | Estadísticas       | Reporte Pts Reb | Estadísticas                |  |  |

| 3 de septiembre 19:00 | Universitario de Córdoba | 64–47           | Gorriones    |  |  |
|                       |                          |                 |              |  |  |
|                       | Estadísticas             | Reporte Pts Reb | Estadísticas |  |  |

| 9 de septiembre 19.00 | Gorriones    | 52–45           | Deportivo Chañares |  |  |
|                       |              |                 |                    |  |  |
|                       | Estadísticas | Reporte Pts Reb | Estadísticas       |  |  |

| 10 de septiembre 18.00 | Unión Deportiva de San José | 70–37           | Universitario de Córdoba |  |  |
|                        |                             |                 |                          |  |  |
|                        | Estadísticas                | Reporte Pts Reb | Estadísticas             |  |  |

### Semifinales

#### Grupo A
| Equipo                   | Pts | PJ | PG | PP |
| ------------------------ | --- | -- | -- | -- |
| Ferrocarril Patagónico   | 6   | 3  | 3  | 0  |
| Peñarol (MDP)            | 5   | 3  | 2  | 1  |
| Independiente de Neuquén | 4   | 3  | 1  | 2  |
| Reconquista (La Plata)   | 3   | 3  | 0  | 3  |

|  | Avanza al final four. |

| 22 de septiembre 19.00hs | Peñarol                                                                                    | 92–89           | Independiente de Neuquén                     | Puerto Madryn |  |
|                          |                                                                                            |                 |                                              |               |  |
|                          | Estadísticas Ariana Lorenzo 25 Tamara Dell O'lio 22 Tamara Dell O'lio 15 Ariana Lorenzo 12 | Reporte Pts Reb | Estadísticas Belén Alegró 36 Julieta Tell 29 |               |  |

| 22 de septiembre 21.00hs | Ferrocarril Patagónico | 60–54           | Reconquista La Plata | Puerto Madryn |  |
|                          |                        |                 |                      |               |  |
|                          | Estadísticas           | Reporte Pts Reb | Estadísticas         |               |  |

| 23 de septiembre 16.00hs | Peñarol      | 62–52           | Reconquista La Plata | Puerto Madryn |  |
|                          |              |                 |                      |               |  |
|                          | Estadísticas | Reporte Pts Reb | Estadísticas         |               |  |

| 23 de septiembre 18.00hs | Ferrocarril Patagónico | 71–66           | Independiente de Neuquén | Puerto Madryn |  |
|                          |                        |                 |                          |               |  |
|                          | Estadísticas           | Reporte Pts Reb | Estadísticas             |               |  |

| 24 de septiembre 14.00hs | Independiente de Neuquén | 71–60           | Reconquista La Plata | Puerto Madryn |  |
|                          |                          |                 |                      |               |  |
|                          | Estadísticas             | Reporte Pts Reb | Estadísticas         |               |  |

| 24 de septiembre 16.00hs | Ferrocarril Patagónico         | 62–59           | Peñarol                         | Puerto Madryn |  |
|                          |                                |                 |                                 |               |  |
|                          | Estadísticas Aldana Piñeiro 19 | Reporte Pts Reb | Estadísticas Micaela Sancisi 17 |               |  |

#### Grupo B
| Equipo              | Pts | PJ | PG | PP |
| ------------------- | --- | -- | -- | -- |
| Regatas San Nicolás | 4   | 2  | 2  | 0  |
| Club Gorriones      | 3   | 2  | 1  | 1  |
| Temperley (Rosario) | 2   | 2  | 0  | 2  |

|  | Avanza al final four. |

| 22 de septiembre 21.30hs | Gorriones    | 69–61           | Temperley    | Rio Cuarto |  |
|                          |              |                 |              |            |  |
|                          | Estadísticas | Reporte Pts Reb | Estadísticas |            |  |

| 23 de septiembre 20.30hs | Temperley    | 55–66           | Regatas San Nicolás | Rio Cuarto |  |
|                          |              |                 |                     |            |  |
|                          | Estadísticas | Reporte Pts Reb | Estadísticas        |            |  |

| 24 de septiembre 19.00hs | Gorriones    | 47–73           | Regatas San Nicolás | Rio Cuarto |  |
|                          |              |                 |                     |            |  |
|                          | Estadísticas | Reporte Pts Reb | Estadísticas        |            |  |

#### Grupo C
| Equipo                      | Pts | PJ | PG | PP |
| --------------------------- | --- | -- | -- | -- |
| San Lorenzo de Tostado      | 4   | 2  | 2  | 0  |
| Unión Deportiva de San José | 3   | 2  | 1  | 1  |
| Gorriti                     | 2   | 2  | 0  | 2  |

|  | Avanza al final four. |

| 22 de septiembre 21.30hs | San Lorenzo de Tostado | 71–53           | Unión Deportiva de San José | Tostado |  |
|                          |                        |                 |                             |         |  |
|                          | Estadísticas           | Reporte Pts Reb | Estadísticas                |         |  |

| 23 de septiembre 21.30hs | Unión Deportiva de San José | 67–59           | Gorriti      | Tostado |  |
|                          |                             |                 |              |         |  |
|                          | Estadísticas                | Reporte Pts Reb | Estadísticas |         |  |

| 24 de septiembre 21.30hs | San Lorenzo de Tostado | 74–48           | Gorriti      | Tostado |  |
|                          |                        |                 |              |         |  |
|                          | Estadísticas           | Reporte Pts Reb | Estadísticas |         |  |

## Final four
| Equipo                 | Pts | PJ | PG | PP |
| ---------------------- | --- | -- | -- | -- |
| San Lorenzo de Tostado | 5   | 3  | 2  | 1  |
| Regatas San Nicolás    | 5   | 3  | 2  | 1  |
| Peñarol (MdP)          | 4   | 3  | 1  | 2  |
| Ferrocarril Patagónico | 4   | 3  | 1  | 2  |

| 6 de octubre 18:00 | Regatas San Nicolás | 45–64           | San Lorenzo de Tostado | Mar del Plata          |  |
|                    |                     |                 |                        |                        |  |
|                    | Estadísticas        | Reporte Pts Reb | Estadísticas           | Pabellón: Club Peñarol |  |

| 6 de octubre 20:30 | Peñarol (MdP) | 61–46           | Ferrocarril Patagónico | Mar del Plata          |  |
|                    |               |                 |                        |                        |  |
|                    | Estadísticas  | Reporte Pts Reb | Estadísticas           | Pabellón: Club Peñarol |  |

| 7 de octubre 18:00 | San Lorenzo de Tostado | 56–66           | Ferrocarril Patagónico | Mar del Plata          |  |
|                    |                        |                 |                        |                        |  |
|                    | Estadísticas           | Reporte Pts Reb | Estadísticas           | Pabellón: Club Peñarol |  |

| 7 de octubre 20:30 | Peñarol      | 73–80           | Regatas San Nicolás | Mar del Plata          |  |
|                    |              |                 |                     |                        |  |
|                    | Estadísticas | Reporte Pts Reb | Estadísticas        | Pabellón: Club Peñarol |  |

| 8 de octubre 15:30 | Regatas San Nicolás | 71–46           | Ferrocarril Patagónico | Mar del Plata          |  |
|                    |                     |                 |                        |                        |  |
|                    | Estadísticas        | Reporte Pts Reb | Estadísticas           | Pabellón: Club Peñarol |  |

| 8 de octubre 18:00 | San Lorenzo de Tostado | 69–68           | Peñarol (MdP) | Mar del Plata          |  |
|                    |                        |                 |               |                        |  |
|                    | Estadísticas           | Reporte Pts Reb | Estadísticas  | Pabellón: Club Peñarol |  |

San Lorenzo de Tostado

Campeón

Primer título